# Procuradoria-Geral da República (Portugal)
A Procuradoria-Geral da República Portuguesa é o órgão superior do Ministério Público de Portugal, sendo dirigida pelo Procurador-Geral da República.
Amadeu Francisco Ribeiro Guerra é, desde 12 de outubro de 2024, 25.º procurador-geral da República. 

## Constituição
A Procuradoria-Geral da República (PGR) compreende o procurador-geral da República, o Conselho Superior do Ministério Público, o Conselho Consultivo e a secretaria-geral. 
O procurador-geral da República é coadjuvado e substituído pelo vice-procurador-geral da República. O vice-procurador-geral da República é nomeado, sob proposta do procurador-geral da República, de entre procuradores-gerais-adjuntos e exerce as suas funções, em comissão de serviço, cessando o cargo com a tomada de posse de novo procurador-geral. 
No Supremo Tribunal de Justiça, no Tribunal Constitucional, no Supremo Tribunal Administrativo e no Tribunal de Contas a substituição do procurador-geral da República é assegurada por procuradores-gerais adjuntos. Diferentemente do que sucede com os demais escalões, a relação existente entre o procurador-geral da República e estes magistrados não é de mera hierarquia. É uma relação de substituição. 
O Ministério Público viu alterada a sua feição de magistratura tendencialmente monocrática (isto é, funcionando normalmente por intermédio de órgãos ou agentes unipessoais, estando, apenas, atribuídas a órgãos colegiais - o Conselho Superior e o Conselho Consultivo - aquelas funções que, respeitando à gestão e disciplina da magistratura ou à interpretação da lei, não se encontravam diretamente ligadas à atividade processual ou ao exercício concreto de competências de iniciativa e ação) para uma magistratura estruturada em órgãos e departamentos. 

## Órgãos
Um conjunto de órgãos e serviços que a necessidade de direção e organização da atividade processual tinha imposto obteve consagração pela lei (as procuradorias-gerais-distritais, as procuradorias da República, os departamentos de investigação e ação penal); outros foram criados pelo legislador: os departamentos Central de Investigação e Ação Penal e o Central de Contencioso do Estado.
Dos novos órgãos e departamentos criados pelo Estatuto do Ministério Público, funcionam na dependência da Procuradoria-Geral da República:
- Departamento Central de Investigação e Ação Penal
- Gabinete de Documentação e de Direito Comparado
- Núcleo de Assessoria Técnica.

## Procuradores-gerais
| Nº  | Retrato | Procurador-Geral                   | Vida           | Mandato                 | Mandato                | Chefe de Estado          |
| Nº  | Retrato | Procurador-Geral                   | Vida           | Posse                   | Termo                  | Chefe de Estado          |
| --- | ------- | ---------------------------------- | -------------- | ----------------------- | ---------------------- | ------------------------ |
| 1º  |         | João Baptista Felgueiras           | 1787–1848      | 23 de Setembro de 1833  | 20 de Setembro de 1836 | Regente D. Pedro IV      |
| 2º  |         | António Dias de Oliveira           | 1804–1883      | 3 de Novembro de 1836   | 1836                   | D. Maria II              |
| 3º  |         | José Aguiar Ottolini (1.º mandato) | 1798–1859      | 3 de Agosto de 1838     | 20 de Agosto de 1844   | D. Maria II              |
| 4º  |         | José Corrêa de Lacerda             | 1793–1856      | 23 de Agosto de 1844    | 1846                   | D. Maria II              |
| –   |         | José Aguiar Ottolini (2.º mandato) | 1798–1859      | 5 de Junho de 1846      | 1858                   | D. Maria II              |
| 5º  |         | Joaquim Pereira Guimarães          | 1805–1878      | 4 de Outubro de 1859    | 26 de Janeiro de 1865  | D. Pedro V               |
| 6º  |         | Sebastião de Almeida e Brito       | 1797–1868      | 17 de Fevereiro de 1865 | 8 de Junho de 1868     | D. Luís I                |
| 7º  |         | João Martens Ferrão                | 1824–1895      | 28 de Julho de 1868     | 15 de Abril de 1886    | D. Luís I                |
| 8º  |         | António Cardozo Avelino            | 1822–1889      | 21 de Abril de 1886     | 6 de Dezembro de 1889  | D. Luís I                |
| 9º  |         | Adriano Machado                    | 1829–1891      | 31 de Janeiro de 1890   | 25 de Maio de 1891     | D. Carlos I              |
| 10º |         | Ernesto Hintze Ribeiro             | 1849–1907      | 2 de Junho de 1891      | 19 de Janeiro de 1892  | D. Carlos I              |
| 11º |         | Diogo Sequeira Pinto               | 1831–1917      | 19 de Janeiro de 1892   | 2 de Dezembro de 1898  | D. Carlos I              |
| 12º |         | António Cândido                    | 1852–1922      | 2 de Dezembro de 1898   | 26 de Outubro de 1910  | D. Carlos I              |
| 13º |         | Manuel de Arriaga                  | 1840–1917      | 17 de Novembro de 1910  | 24 de Agosto de 1911   | Teófilo Braga (Interino) |
| 14º |         | José Azevedo e Silva               | 1859–1936      | 7 de Outubro de 1912    | 2 de Abril de 1929     | Manuel de Arriaga        |
| 15º |         | Francisco Henriques Góis           | 1868–?         | 2 de Abril de 1929      | 1938                   | Óscar Carmona            |
| 16º |         | Francisco Caeiro                   | 1890–1976      | 6 de Janeiro de 1943    | 1954                   | Óscar Carmona            |
| 17º |         | António Furtado dos Santos         | 1912–1987      | 31 de Janeiro de 1969   | 2 de Agosto de 1974    | Américo Thomaz           |
| 18  |         | João de Deus Pinheiro Farinha      | 1919–1994      | 23 de Agosto de 1974    | 2 de Abril de 1977     | António de Spínola       |
| 19º |         | Eduardo Arala Chaves               | 1914–1992      | 2 de Abril de 1977      | 11 de Setembro de 1984 | António Ramalho Eanes    |
| 20º |         | José da Cunha Rodrigues            | 1940 (84 anos) | 11 de Setembro de 1984  | 6 de Outubro de 2000   | António Ramalho Eanes    |
| 21º |         | José Souto de Moura                | 1950 (74 anos) | 9 de Outubro de 2000    | 9 de Outubro de 2006   | Jorge Sampaio            |
| 22º |         | Fernando Pinto Monteiro            | 1942–2022      | 9 de Outubro de 2006    | 12 de Outubro de 2012  | Aníbal Cavaco Silva      |
| 23º |         | Joana Marques Vidal                | 1955–2024      | 12 de Outubro de 2012   | 12 de Outubro de 2018  | Aníbal Cavaco Silva      |
| 24º |         | Lucília Gago                       | 1956 (68 anos) | 12 de Outubro de 2018   | 12 de Outubro de 2024  | Marcelo Rebelo de Sousa  |
| 25º |         | Amadeu Guerra                      | 1955 (69 anos) | 12 de Outubro de 2024   | 2030                   | Marcelo Rebelo de Sousa  |